# Mesochorus angustatus
Mesochorus angustatus là một loài tò vò trong họ Ichneumonidae.